# Marcia Cross
Marcia Cross (Marlborough, Massachusetts, 1962. március 25. –) amerikai színésznő.
Ismertséget 1991-ben szerzett, amikor elvállalta Victoria Broyelard szerepét a Knots Landing című népszerű amerikai szappanoperában.

## Élete és pályafutása
A New York-i Juilliard Egyetemen szerzett színészdiplomát, majd később a Los Angeles-i Antioch Egyetemen mesterdiplomát kapott pszichológiából. Cross azt mondta, hogy a pszichológia miatt hagyta ott a Melrose Place-t 1997-ben. 2005-ben megkapta első jelölését az Emmy-díjra a Született feleségekben nyújtott alakításáért. 2005 decemberében begyűjtötte zsinórban a második jelölését a Golden Globe-ra a Legjobb vígjátékszínész kategóriában.
A Született feleségeket megelőzően Cross dr. Linda Abbott-ként szerepelt a kritikusok által elismert Everwood című Warner Bros. sorozatban. Továbbá jól ismert még a mentálisan labilis dr. Kimberly Shaw megformálásáért a Melrose Place-ben 1992 és 1997 között. Kimberly volt és marad is a sorozat egyik fő kedvence – a show legtöbb emlékezetes jelenetét nyújtva; például szándékában állt a sorozat minden jelentősebb szereplőjét eltenni láb alól. Egy Melrose website megszavazta Crosst a második legnépszerűbb karakternek Heather Locklear Amanda Woodard-ja után, de a sorozat producerei feltűnően lassan „léptették elő” teljes jogú taggá a nyitójelenetben, ezt a megtiszteltetést nem is kapta meg a harmadik évadig, annak ellenére, hogy ugyanannyit szerepelt, mint az összes többi karakter.
Színpadon szerepelt a La Ronde című darabban a Williamstown-i színifesztiválon, a Vízkereszt, vagy amit akartokban a Hartford Stage Company-nél, és a The Two Gentlemen of Verona-ban az Old Globe színházban, San Diegóban.
Az első TV-s szerepe a The Edge of Night című tv-sorozatban volt. Utána elhagyta New Yorkot és egyenesen Los Angelesbe ment szerencsét próbálni, és hamarosan olyan műsorokban kapott szerepet mint a The Last Days of Frank and Jessie James, ahol együtt játszott Johnny Cash-sel és Kris Kristofferson-nal. Később, 1986-ban elvállalta Kate Sanders alakítását a ABC TV-drámájában a One Life to Live-ben, azonban csak 1987-ig láthattuk ebben a szerepben.
Legemlékezetesebb szerepe a Melrose Place-ben akkor kezdődött, amikor megkérték egy egyepizódos szerepre. Az alkotók azért választották Marcia Cross-t a szerepre, mert látták, amint a Knots Landing 13. évadjában eljátszotta a titokzatos Victoria Broyelard-ot, és nagyon megtetszett nekik a fiatal tehetség játéka. A producereket annyira megnyerte, hogy többször visszahívták epizódszerepekre, végül odáig is elmentek, hogy karakterét visszahozták még a halálból is, hogy folytathassa szerepét a showban.
Továbbá vendégszerepelt még olyan sorozatokban mint a Seinfeld, ahol Jerry dermatológus barátnőjét játszotta, a Cheers, ahol Susan Howe-t alakította, Kirstie Alley karakterének, Rebecca Howe-nak fiatalabbik húgát. Játszott még vígjátékokban is, pl.: Boy Meets World, Ally McBeal, Spin City, It's Garry Shandling's Show és Férjek gyöngye. Drámai szerepei közé olyanok tartoznak, mint a CSI: A helyszínelőkben, és a Touched by an Angel-ben nyújtott alakítások.

## Magánélete
Korábban Richard Jordan színész élettársa volt, aki 1993-ban hunyt el agytumorban. 
2005-ben szárnyra kapott egy hír, miszerint leszbikus és már régóta párkapcsolatban él egy másik nővel. Cross a The VIEW című műsorban cáfolta meg a szóbeszédeket, kijelentve, hogy csupán támogatója a meleg közösségnek. 
2005 augusztusában jegyezte el Tom Mahoney bróker, akivel fél éve randevúztak. 2006. június 24-én házasodtak össze, 2007. február 20-án megszülettek ikerlányaik. 2009. január 20-án bejelentették, hogy férjét bőrrákkal diagnosztizálták.
2005 novemberében megjelent a Psychologies Magazine címlapján, ahol kifejtette szenvedélyét a pszichológia iránt.

## Filmográfia
- You – Te (2019-2021) Mellékszereplő
- Desperate Housewives – Született feleségek (sorozat, 2004–2012) – Bree Van De Kamp
- Everwood (sorozat, 18 epizód, 2003–2004) – Dr. Linda Abbott
- The Wind Effect (2003) – Molly
- The King of Queens – Férjek gyöngye (sorozat, 2 epizód, 2002–2003) – Debi
- Bank (2002) – Amerikai színésznő
- Eastwick (2002) – Jane Spofford
- CSI: Crime Scene Investigation – CSI: A helyszínelők (sorozat, 1 epizód, 2001) – Julia Fairmont
- Living in Fear – Gyilkos félelem (2001) – Rebecca Hausman
- Strong Medicine (sorozat, 1 epizód, 2001) – Linda Loren
- Ally McBeal (sorozat, 1 epizód, 2000) – Myra Robbins
- Spin City – Kerge város (sorozat, 1 epizód, 2000) – Joan Calvin
- Profiler – Pszichozsaru (sorozat, 1 epizód, 2000) – Pamela Martin
- Dancing in September – Harc a kulisszák mögött (2000) – Lydia Gleason
- Touched by an Angel – Angyali érintés (sorozat, 1 epizód, 1999) – Lauren
- Boy Meets World (sorozat, 4 epizód, 1999) – Rhiannon Lawrence
- The Outer Limits – Végtelen határok (sorozat, 1 epizód, 1999) – Katherine 'Kate' Woods
- Target Earth – Földöntúli invázió (1998) – Karen Mackaphe
- Seinfeld (sorozat, 1 epizód, 1997) – Dr. Sara Sitarides
- Melrose Place (sorozat, 115 epizód, 1992–1997) – Dr. Kimberly Shaw Mancini
- Ned and Stacey (sorozat, 3 epizód, 1997) – Diana Huntley
- All She Ever Wanted – Minden, amit akart (1996) – Rachel Stockman
- Female Perversions – Női perverziók (1996) – Beth Stephens
- Always Say Goodbye (1996) – Anne Kidwell
- Burke's Law – Burke törvénye (sorozat, 1 epizód, 1995) – Leslie Dolan
- Mother's Day (1995) – Denise
- Ripple (1995) – Ali
- M.A.N.T.I.S. (1994) – Carla
- Raven (sorozat, 1 epizód, 1993) – Carla Dellatory
- Herman's Head (sorozat, 1 epizód, 1992) – Gillian
- Knots Landing (sorozatjunkie, 21 epizód, 1991–1992) – Victoria Broyelard
- Murder, She Wrote – Gyilkos sorok (sorozat, 1 epizód, 1992) – Marci Bowman
- Jake and the Fatman – Jake meg a dagi (sorozat, 1 epizód, 1991) – szerető
- Storm and Sorrow – Csúcsközelben (1990) – Marty Hoy
- Bad Influence – Halálos barátság (1990) – Ruth Fielding
- Quantum Leap – Az időutazó (sorozat, 1 epizód, 1990) – Stephanie Heywood
- Booker (sorozat, 2 epizód, 1989–1990) – Sherrie Binford
- Doctor Doctor (sorozat, 1 epizód, 1989) – Lesley North
- Who's the Boss? – Ki a főnök? (sorozat, 1 epizód, 1989) – Kelly
- Just Temporary (1989) – Amy
- Cheers (sorozat, 1 epizód, 1989) – Susan Howe
- It's Garry Shandling's Show (1989) – Christine
- Almost Grown (sorozat, 1 epizód, 1988) – Lesley Foley
- One Life to Live" (sorozat, 1986–1987) – Katheryn "Kate" Sanders
- Another World" (sorozat, 1986) – Tanya
- George Washington II: The Forging of a Nation (1986) – Anne Bingham
- Tales from the Darkside (sorozat, 1 epizód, 1986) – Marie Alcott
- The Last Days of Frank and Jesse James (1986) – Sarah Hite
- Pros & Cons (1986) – Lynn Erskine
- Brass (1985) – Victoria Willis
- The Edge of Night" (sorozat, 1984) – Liz Correll

## Érdekesség
Nagyon érdekes, hogy a Knots Landing-ben Victoria legnagyobb ellenségét, Paige Mathesont Nicollette Sheridan (Született feleségek Edie Britt-je) alakította több éven keresztül.

## Díjak és jelölések
Született feleségek
- 2006 SAG-díj (Outstanding Ensemble in a Comedy Series)
- 2005 SAG-díj (Outstanding Ensemble in a Comedy Series)
- 2005 Emmy-díj (Outstanding Lead Actress in a Comedy Series)
- 2006 Golden Globe-díj (legjobb színésznő tv-sorozat kategóriában – vígjáték vagy musical)
- 2005 Golden Globe-díj (legjobb színésznő tv-sorozat kategóriában – vígjáték vagy musical)
- 2005 Television Critics Association Award (Individual Achievement in Comedy)
- 2005 Golden Satellite Award (legjobb színésznő tv-sorozat kategóriában – vígjáték vagy musical)
- 2005 Prism-díj (vígjáték sorozatban legjobb alakítás díja)